# ريتشارد ماكجي مورس
ريتشارد ماكجي مورس (بالإنجليزية: Richard McGee Morse)‏ هو مؤرخ أمريكي، ولد في 26 يونيو 1922، وتوفي في 17 أبريل 2001 في هايتي بسبب مرض آلزهايمر.